# Индийска палатковидна костенурка
Индийската палатковидна костенурка (Pangshura tecta) е вид влечуго от семейство Азиатски речни костенурки (Geoemydidae).

## Разпространение
Видът е разпространен в Бангладеш, Индия, Непал и Пакистан.